# Lavernhe

Lavernhe este o comună în departamentul Aveyron din sudul Franței. În 2009 avea o populație de 242 de locuitori.